# ناديه جي
ناديه جي هي طاهية ومغنية وممثلة كندية، ولدت في 12 مايو 1980 في مونتريال في كندا.

## وصلات خارجية
- الموقع الرسمي
- ناديه جي على موقع IMDb (الإنجليزية)